# A. Edward Sutherland
Edward Sutherland, cujo nome completo era Albert Edward Sutherland, (Londres, 5 de janeiro de 1895 - Palm Springs, Califórnia, 31 de dezembro de 1973) foi um cineasta inglês que construiu carreira nos Estados Unidos dirigindo principalmente comédias e filmes leves, vários deles com o amigo W. C. Fields.

## Vida e carreira
Nascido de família estadunidense envolvida com teatro, Sutherland já estava nos espetáculos de vaudeville ainda na infância. Mudou-se para os EUA no início da adolescência e, em 1914, estreou no cinema como dublê e ator no seriado The Hazards of Helen, estrelado por Helen Holmes. Mais tarde, por volta de seus 19 anos, juntou-se aos Keystone Cops originais. Em 1923, foi o assistente de Charlie Chaplin em A Woman of Paris e dois anos depois estreava como diretor no filme Coming Through.
Seu primeiro encontro com W. C. Fields deu-se em It's the Old Army Game (1926), com cuja protagonista, Louise Brooks, casou-se, mas de quem se divorciou em 1928. Apesar do temperamento difícil de Fields, eles se deram muito bem e fizeram vários outros filmes juntos, entre eles Mississippi (1935), comédia musical coestrelada por Bing Crosby e Joan Bennett. Mississippi e Diamond Jim, drama biográfico feito no mesmo ano, com Preston Sturges como roteirista, foram seus maiores sucessos.
Além de Fields, Sutherland trabalhou com outros grandes comediantes da época, como Wallace Beery, Raymond Hatton, Abbott & Costello e Laurel e Hardy. Foi um dos primeiros homens de cinema a voltar-se para a televisão, já no final da década de 1940. Nesse novo veículo, ele produziu, editou e dirigiu diversas séries.
Sutherland casou-se cinco vezes. Os quatro primeiros resultaram em divórcio. Do último, não há registros. Faleceu em 31 de dezembro de 1973, dias antes de completar 79 anos de idade. Não deixou filhos.

## Filmografia
| Ano  | Nome original                | Nome PT/BR               | Nome PT/PT                   | Notas                                   |
| ---- | ---------------------------- | ------------------------ | ---------------------------- | --------------------------------------- |
| 1925 | Coming Through               |                          |                              |                                         |
| 1925 | Wild, Wild Susan             |                          |                              |                                         |
| 1925 | A Regular Fellow             |                          |                              |                                         |
| 1926 | Behind the Front             |                          | Recrutas na Retaguarda       |                                         |
| 1926 | It's the Old Army Game       |                          |                              |                                         |
| 1926 | We're in the Navy Now        |                          | Marujos de Água Doce         |                                         |
| 1927 | Love's Greatest Mistake      |                          | O Grande Erro do Amor        |                                         |
| 1927 | Figures Don't Lie            |                          | A Pulseira Perdida           |                                         |
| 1927 | Fireman, Save My Child       |                          | Recrutas Bombeiros           |                                         |
| 1928 | The Baby Cyclone             |                          | Por Causa de um Cão          |                                         |
| 1928 | Tillie's Punctured Romance   |                          | O Romance de Tellie          |                                         |
| 1928 | What a Night!                |                          | Uma Reportagem de Sensação   |                                         |
| 1929 | Close Harmony                |                          |                              | Codireção com John Cromwell             |
| 1929 | The Dance of Life            |                          |                              | Codireção com John Cromwell             |
| 1929 | Fast Company                 |                          |                              |                                         |
| 1929 | Pointed Heels                |                          |                              |                                         |
| 1929 | The Saturday Night Kid       | Uma Pequena das Minhas   | Uma Pequena das Minhas       |                                         |
| 1930 | The Social Lion              |                          |                              |                                         |
| 1930 | Burning Up                   |                          | Amor de Atleta               |                                         |
| 1930 | Paramount on Parade          | Paramount em Grande Gala | Paramount em Gala            | Codirigido com outros nove realizadores |
| 1930 | The Sap from Syracuse        | O Amor Atravessa o Mar   | O Telhudo                    |                                         |
| 1931 | Up Pops the Devil            |                          | Vingança Diabólica           |                                         |
| 1931 | The Gang Buster              |                          |                              |                                         |
| 1931 | June Moon                    |                          |                              |                                         |
| 1931 | Palmy Days                   |                          | Festas Felizes               |                                         |
| 1932 | Mr. Robinson Crusoe          |                          | Um Robinson Moderno          |                                         |
| 1932 | Sky Devils                   |                          |                              |                                         |
| 1932 | Secrets of the French Police |                          | Segredos da Polícia de Paris |                                         |
| 1933 | International House          |                          | Casa Internacional           |                                         |
| 1933 | Murders in the Zoo           |                          |                              |                                         |
| 1933 | Too Much Harmony             | Coquetel Musical         | Cocktail Musical             |                                         |
| 1935 | Diamond Jim                  |                          |                              |                                         |
| 1935 | Mississippi                  | Mississippi              |                              |                                         |
| 1936 | Poppy                        | A Filha do Saltimbanco   |                              |                                         |
| 1937 | Champagne Waltz              | A Valsa do Champanhe     | A Valsa do Champanhe         |                                         |
| 1937 | Every Day's a Holiday        | A Vida É Uma Festa       |                              |                                         |
| 1939 | The Flying Deuces            | Os Tolos Voadores        | Homens...Sem Asas            |                                         |
| 1940 | One Night in the Tropics     |                          | Uma Noite nos Trópicos       |                                         |
| 1940 | Beyond Tomorrow              |                          | Além da Eternidade           |                                         |
| 1940 | The Boys from Syracuse       |                          | Qual É o Meu Marido?         |                                         |
| 1941 | The Invisible Woman          | A Mulher Invisível       | A Mulher Invisível           |                                         |
| 1941 | Nine Lives Are Not Enough    |                          |                              |                                         |
| 1941 | Steel Against the Sky        |                          |                              |                                         |
| 1942 | Army Surgeon                 |                          | Vidas Paralelas              |                                         |
| 1942 | Sing Your Worries Away       |                          |                              |                                         |
| 1942 | The Navy Comes Through       | A Marinha Está Chegando  | Submarinos À Vista           |                                         |
| 1943 | Dixie                        | A Canção de Dixie        | Dixie                        |                                         |
| 1944 | Follow the Boys              | Epopeia da Alegria       | Parada da Alegria            |                                         |
| 1944 | Secret Command               |                          | Comando Secreto              |                                         |
| 1945 | Having Wonderful Crime       |                          |                              |                                         |
| 1946 | Abie's Irish Rose            |                          | Três Bons Pastores           |                                         |
| 1956 | Bermuda Affair               |                          |                              |                                         |